# Quatre-Champs
Quatre-Champs – miejscowość i gmina we Francji, w regionie Grand Est, w departamencie Ardeny.
Według danych na rok 1990 gminę zamieszkiwało 187 osób, a gęstość zaludnienia wynosiła 16 osób/km².